# Rio Choveşul Mic
O Rio Choveşul Mic é um rio da Romênia, afluente do Choveş, localizado no distrito de Covasna.